# Scullen

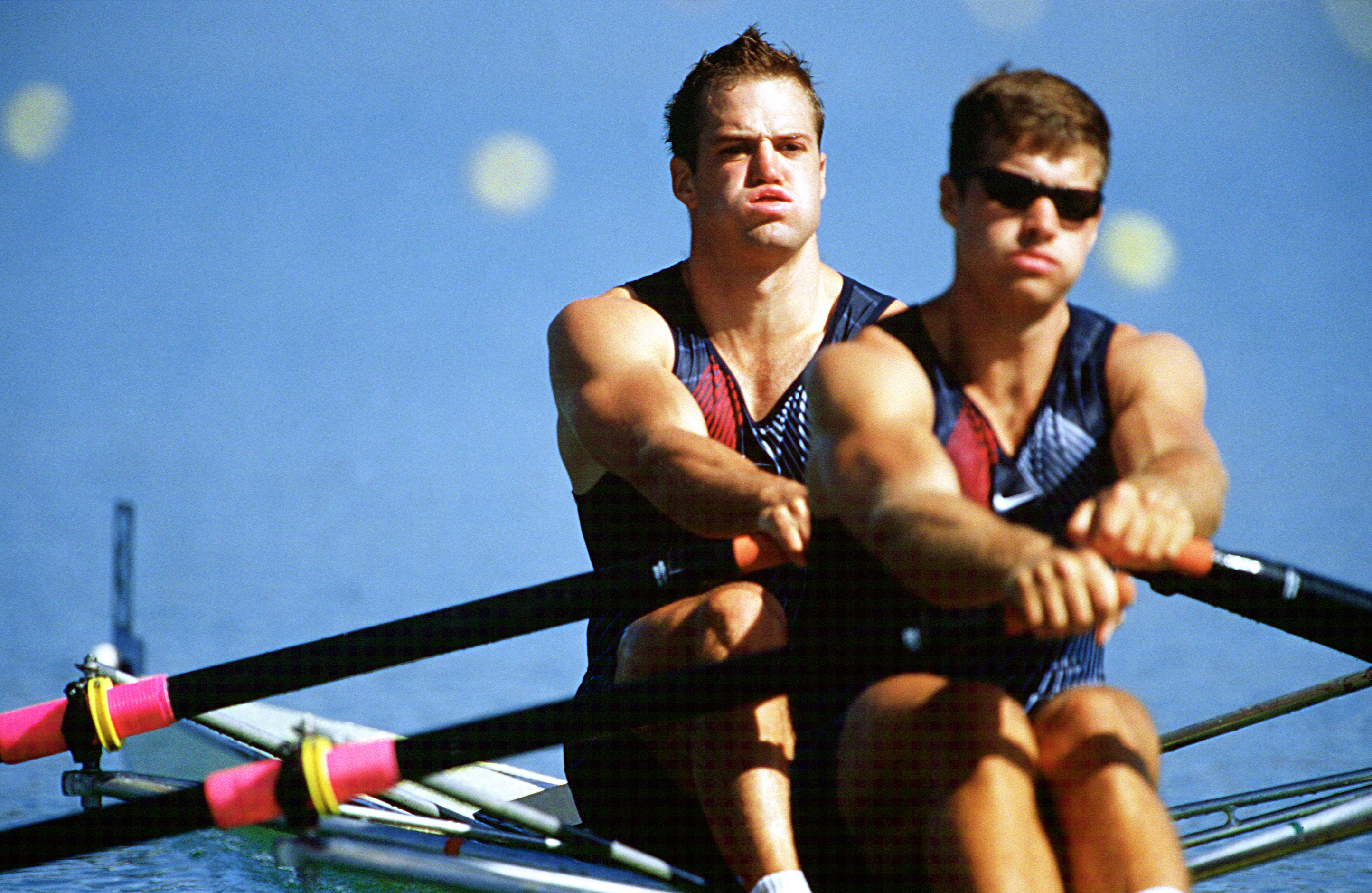
Scullen

Het scullen is een variant van roeien waarbij elke roeier twee riemen heeft. Vaak wordt bij scullen gesproken van een 'dubbel' nummer: dus een 'dubbel twee' of een 'dubbel vier'. De riemen bij scullen zijn korter dan bij boordroeien (met één riem). De bladen bij scullen zijn overigens ook iets kleiner dan bij boordroeien.
Onder recreanten is scullen populairder dan boordroeien, omdat een verschil in kracht tussen de verschillende roeiers minder van belang is. Bij boordroeien is het belangrijk dat elke roeier precies dezelfde kracht levert. Verder mogen jeugdroeiers (tot 15) alleen scullen, omdat de belasting van het lichaam symmetrisch is, terwijl de belasting van het lichaam bij het boordroeien asymmetrisch is, wat bij jongeren scheefgroei kan veroorzaken.